# クローバー・シリーズ 17才 / 純潔
『クローバー・シリーズ 17才 / 純潔』（ - 17さい / じゅんけつ）は、南沙織7枚目のコンパクト盤。1974年12月1日発売。発売元はCBS・ソニー。規格品番: SOLD-59。

## 解説
CBS・ソニーから発売されていたA面2曲、B面2曲、計4曲を収録したコンパクト盤『クローバー・シリーズ』の南沙織盤第7弾。
裏にはタイトル、歌詞のタイトルにも『17歳』と誤表記されているが、正しくは『17才』である。
全曲シングルA面曲で構成されている。
ジャケットは3rdシングル『ともだち』の写真を使用しており、『クローバー・シリーズ 17才』でも同じ写真が使用されている。
定価は700円。

## 収録曲

### Side A
1. 17才
  - 作詞: 有馬三恵子、作曲・編曲: 筒美京平
2. 潮風のメロディ
  - 作詞: 有馬三恵子、作曲・編曲: 筒美京平

### Side B
1. 純潔
  - 作詞: 有馬三恵子、作曲・編曲: 筒美京平
2. ともだち
  - 作詞: 有馬三恵子、作曲・編曲: 筒美京平

## 関連作品
- 『南沙織 クローバー・シリーズ』

クローバー・シリーズ 17才
クローバー・シリーズ 純潔
クローバー・シリーズ 早春の港
クローバー・シリーズ 色づく街
クローバー・シリーズ バラのかげり / ひとかけらの純情
クローバー・シリーズ 夜霧の街 / 夏の感情
クローバー・シリーズ 想い出通り / 女性
クローバー・シリーズ 色づく街 / 哀愁のページ
シンシアのクリスマス
クローバー・シリーズ ひとねむり / 人恋しくて